# Бауэр, Ханс
Ханс Ба́уэр (нем. Hans Bauer; 28 июля 1927 — 31 октября 1997) — немецкий футболист, чемпион мира 1954 года.

## Карьера

### Клубная
Основная часть карьеры футболиста связана с клубом «Бавария», в котором он играл в качестве защитника.
Обладавший превосходной реакцией и скоростью, левша Ганс занимал, в основном, позицию левого защитника. В составе «Баварии» завоевал Кубок Германии в 1957 году, в финальном матче была обыграна «Фортуна» из Дюссельдорфа.

### В сборной
Бауэр принимал участие в пяти матчах национальной сборной Германии, в период между 1951 и 1958 годами. Пик его карьеры пришёлся на момент его участия в чемпионате мира 1954 года, который сборная ФРГ выиграла.

## Достижения
- Чемпион мира: (1) 1954
- Обладатель Кубка Германии по футболу: (1) 1957